# Tata Colores
Tata Colores fue un microespacio de televisión infantil de los años 1990, emitido por Televisión Nacional de Chile. 
Marta Carrasco Bertrand fue la creadora y desarrolladora de los personajes de este espacio televisivo.
El programa invitaba a dormir a los niños, a través de pequeñas historias hechas con marionetas animadas en stop motion.
Sus 16 capítulos fueron transmitidos entre 1991 y 1995. 

## Origen
A partir de 1973, la chilena Vivienne Barry estuvo exiliada en Alemania Oriental, donde estudió diversas técnicas de animación. 
Allá conoció a Sandmännchen, un histórico programa de televisión alemán, que daba las buenas noches a los niños. El programa alemán estaba basado en la leyenda del Sandman, un duende que arroja arena a los niños para que tuvieran dulces sueños. A la mañana siguiente, los niños despertaban con "arena mágica" (legañas) en sus ojos.
Barry decidió inspirarse levemente en aquel formato, creando a Tata Colores, un anciano que contaba historias a los niños antes de ir a dormir. 

## Producción
- Dirección de fotografía: Fernando Balmaceda y Germán Liñero
- Muñecos: Marta Carrasco
- Producción: Isabel Valenzuela y Claudia Perelman
- Diseño gráfico: Chantal de Rementería y Carolina Delpiano
- Música: Jaime de Aguirre y Vivienne Barry
- Animación, guiones y dirección: Vivienne Barry.